# Шлаковоз
Шлаково́з — вагон, що складається зі шлаковозного ковша, встановленого на платформі спеціальної конструкції, призначений для транспортування рідкого шлаку від доменної або мартенівської печі на шлаковий відвал.

## Історія
З моменту виникнення доменного виробництва і до кінця XIX століття, коли продуктивність доменних печей була не дуже високою, чавун під час випуску з пічі випускали на ливарний двір, а шлак на спеціальний шлаковий майданчик (шлаковий двір), розташовані безпосередньо біля печі на землі. Шлак після випуску і затвердіння подрібнювали і вивозили на тачках у відвал. Згодом шлаковий двір почали застилати чавуними плитами, на яких подрібнювали застиглу шлакову масу. Таким чином на прибирання шлаку і чавуну витрачалося багато часу і фізичної праці, що стримувало зростання продуктивності доменних печей.
Проблему безперебійного механізованого прибирання шлаку і чавуну було вирішено лише після того, як продукти плавки почали розливати у ковші. Завдяки цьому ливарний двір разом з піччю був піднятий над рівнем нульової позначки, щоб чавун і шлак, випущені з печі, могли жолобами стікати у ковші, встановлені на залізничних коліях під ливарним двором.

## Будова
Платформа шлаковоза є зварною конструкцією. Основними тримальними елементами є вигнуті балки, до яких приварено майданчики, що є основою стійок опорного кільця і механізму кантування. Платформа спирається на два двовісні візки. Опорне кільце слугує для посадки у нього ковша. Опорне кільце — сталевий виливок, у стінках якого є овальні отвори для кращого охолодження повітрям стінок ковша. Опорне кільце відлите як одне ціле з опорними бігунками і цапфами. На цапфи напресовані трибові сектори, що пересуваються трибовими секторами, встановленими на платформі, і передають опорному кільцю разом із ковшем поворотний рух. Для фіксації і закріплення ковша на верхній полиці кільця є виступи, а на нижній полиці — вушка.

Шлаковоз місткістю 16 м³, розроблений у середині ХХ століття. Трохи перероблений варіант такого шлаковоза широко використовується на металургійних заводах України і на території колишнього СРСР. 1 — заче́па для прикріплення шлаковоза до рейок під час кантування ковша, 2 — пневматичне гальмо, 3 — платформа, 4 — опорне кільце, 5 — ківш, 6 — візок, 7 — автозчеп, 8 — механізм перевертання ковша (на сучасних шлаковозах має дещо іншу конструкцію), 9 — штибові сектори

Обертання ковша здійснюється перевертальним механізмом, що приводиться у дію електродвигуном, встановленим на платформі, через редуктор і пару трибових сегментів.
Шлакові ковші працюють у дуже важких умовах — при високій температурі і нерівномірному нагріві за висотою і товщиною стінки, що призводить до утворення тріщин. Тому важливим є вибір раціональної форми ковша. Найраціональнішою є конічна форма ковша зі сферичним дном, круглого або овального поперечного перерізу.
Ковші виготовляються виливними сталевими зі стінками завтовшки 60—100 мм. Для зменшення термічних деформацій і підвищення витривалості зовнішня поверхня ковша посилена меридіанально спрямованими ребрами. Внутрішня поверхня шлаковозного ковша на відміну від чавуновозного ковша не футерується вогнетривкою цеглою, бо шлак не впливає на метал ковша як чавун (рідкий чавун при контакті з металом «ріже» його). Рідкий шлак на відміну від чавуну, навіть маючи більшу температуру, через свої фізичні властивості не може «порізати» металевий корпус ковша при контакті з ним. Крім того, втрати тепла шлаком крізь стінки ковша і ймовірне часткове затвердіння шлаку у ковші за час транспортування його від печі до шлакового відвалу не суттєві. Шлаковоз обладнаний пневматичним і ручним гальмом, автозчепом для з'єднання його з іншими шлаковозами або тепловозом, та захватом для закріплення шлаковоза до рейок при кантуванні ковша.
У середині XX століття використовувалися шлаковози ємністю ковша 11,0 м³, потім були спроектовані ковші ємністю 16,0 й 16,5 м³.

## Використання
Перед встановленням шлаковозного ковша під піч для зливання в нього шлаку, ківш зсередини вкривають так званим вапняковим молоком, щоб запобігти налипанню шлаку на ньому. Після випуску на доменній печі, зі шлаковозів з рідким шлаком складається поїзд, який тепловозом відвозиться на шлаковий відвал, що може розташовуватися на відстані у кілька кілометрів від доменних чи мартенівських печей.